# Lars Moquist
Arvid Lars-Olof Moquist, född 31 augusti 1938 i Södra Möckleby församling, Kalmar län, är en svensk före detta politiker (nydemokrat) och riksdagsledamot under mandatperioden 1991–1994 för dåvarande Skaraborgs läns valkrets.
Lars Moquist var bland annat ledamot i utrikesutskottet och suppleant i socialförsäkringsutskottet. Han blev partisekreterare i Ny demokrati efter riksdagsvalet 1994 och stannade kvar i partiet fram till 1997. Efter partiets riksdagsutträde 1994 hade Moquist en central roll i partiet tillsammans med Vivianne Franzén. Han tillhörde Ianfalangen i Ny demokrati och arbetade som administrativ chef (avdelningsdirektör) vid länsbostadsnämnden i Kalmar innan han blev riksdagsledamot. Idag har Lars Moquist en radioshow i den lokala radiokanalen Kanon FM 98,6 i Kalmar.